# Челюскинец (Волгоградская область)
Челю́скинец — хутор в Дубовском районе Волгоградской области России. Входит в состав Пичужинского сельского поселения.

## География
Хутор находится в северной части Волгоградской области, в степной зоне, на восточных склонах Приволжской возвышенности, на берегах реки Пичуга, на расстоянии примерно 11 км (по прямой) к западу-юго-западу (WSW) от города Дубовка, административного центра района. Абсолютная высота — 40 м над уровнем моря.
Часовой пояс
Хутор Челюскинец, как и вся Волгоградская область, находится в часовой зоне МСК (московское время). Смещение применяемого времени относительно UTC составляет +3:00.

## Население
| 2010 |
| ---- |
| 347  |

Гендерный состав
По данным Всероссийской переписи населения 2010 года, в гендерной структуре населения мужчины составляли 56,2 %, женщины — соответственно 43,8 %.
Национальный состав
Согласно результатам переписи 2002 года, в национальной структуре населения русские составляли 94 %.

## Улицы
| - ул. Гагарина, - ул. Историческая, - ул. Кадырова, - ул. Карьерная, - пер. Карьерный, | - ул. Молодёжная, - пер. Молодёжный, - пер. Овражный, - пер. Речной, | - ул. Фермерская, - ул. Центральная, - ул. Школьная, - пер. Школьный. |